# Hydie Waters
Amber Talmore, más conocida como Hydie Waters (California; 9 de noviembre de 1987), es una actriz pornográfica estadounidense. Comenzó en la industria del porno en el año 2007 con 20 años.

## Filmografía
|      | Film                                | Studio |
| ---- | ----------------------------------- | ------ |
| 2007 | It'z a Black Thang 6                |        |
| 2007 | Holla Black Girlz 11                |        |
| 2007 | Black Dick'en Black Chicks          |        |
| 2008 | Teenage Blackaholics                |        |
| 2008 | Strap-on Black Gang Banging Bitches |        |
| 2008 | Smokin' Hot Handjobs 6              |        |
| 2008 | Initiations 23                      |        |
| 2008 | Holla Black Girlz 17                |        |
| 2008 | Gin & Juicy Azzes 10                |        |
| 2008 | Cock Smokin' Blowjobs 6             |        |
| 2008 | Black Teen Pussy Party 2            |        |
| 2008 | Black Moon Risin' 8                 |        |
| 2008 | Black Feet on Booty Street 5        |        |
| 2008 | Bang That Black Bitch White Boy 3   |        |
| 2008 | Black Azz Orgy 4                    |        |
| 2008 | Doin' Da Bubble Butt 5              |        |
| 2008 | Barely Legal Black Chicks           |        |
| 2009 | Shawty's Pussy Tales 3              |        |
| 2010 | Interracial Swingers                |        |
| 2010 | Double Bubble Booty 3               |        |
| 2010 | Booty Talk 90                       |        |
| 2010 | Barely Legal All by Myself 6        |        |
| 2010 | Apple Booty Cuties 2                |        |
| 2010 | Black Dymondz 1                     |        |
| 2010 | Black Girl Gloryholes               |        |
| 2010 | Phat Black Juicy Anal Booty 6       |        |